# Wilhelm Schmidt (Jurist, 1811)
Wilhelm Schmidt (* 21. Januar 1811 in Schmalkalden; † 5. April 1892 in Kassel) war ein deutscher Verwaltungs- und Kirchenjurist im Kurfürstentum Hessen und in Hessen-Nassau. Ab 1874 war er Konsistorialpräsident in Kassel.

## Leben
Wilhelm Schmidt war der Sohn des Prokurators Johann Ernst Wilhelm Schmidt bei dem Landgericht in Marburg. 1840 heiratete er in Marburg Leontine geb. Riepenhausen aus Münden. Aus der Ehe gingen zwei Töchter hervor.
Am 23. Juli 1830 begann Schmidt an der kurhessischen Philipps-Universität Marburg Rechtswissenschaft zu studieren. 1830 wurde im Corps Teutonia zu Marburg aktiv. Nach dem Examen am 20. Juni 1835 war er Rechtspraktikant am Landgericht Marburg. Im Frühjahr 1838 kam er zur Aushilfe an das standesherrliche isenburgische Justizamt Langenselbold (ab 1830 im kurhessischen Kreis Hanau). Hier wurde er 1840 Aktuar und am 6. März 1845 Amtsassessor als Vertreter des erkrankten Amtmanns. Da er sich bei einem politischen Strafverfahren als regierungstreu bewährte, kam er ab Jahresanfang 1850 als Assessor an das damalige Obergericht für die Provinz Hanau. Er blieb dort auch, als viele seiner Kollegen nach dem Kurhessischen Verfassungskonflikt Ende 1850 vorzeitig pensioniert wurden.

### Landrat in Gelnhausen und Fulda
Als sein Amtsvorgänger Thomas Boch aus politischen Gründen für elf Jahre in den (unbesoldeten) Ruhestand versetzt wurde (bis 1862), übernahm Schmidt 1852 den Landratsposten im Kreis Gelnhausen. Am 20. Januar 1854 versetzte man ihn in den Kreis Fulda, wo er seinen Dienst allerdings erst am 10. März 1854 antrat. In Fulda war er ab 1856 auch Polizeidirektor.

### Konsistorium in Kassel
Nach der Annexion Kurhessens durch Preußen am 20. August 1866 wurde Schmidt als Regierungsrat die kommissarische Leitung des Konsistoriums in Kassel übertragen. Damals waren Staat und Kirche noch nicht getrennt, das Konsistorium war eine staatliche Behörde. Er war maßgebend an den schwierigen Auseinandersetzungen hinsichtlich der Neuorganisation der evangelischen Kirche Kurhessens in dem neuen preußischen Regierungsbezirk Kassel (Provinz Hessen-Nassau) beteiligt. 1874 wurde er zum ersten Präsidenten des zusammengefassten Konsistoriums für den Regierungsbezirk Kassel ernannt. Er hatte dieses Amt bis zu seiner Zur-Ruhe-Setzung am 31. Mai 1881 inne. Während seines Ruhestandes war er Regierungskommissar für eine Stiftung.